# Gasthuiskapel (Tholen)
De Gasthuiskapel is een kapel in de stad Tholen in de Nederlandse provincie Zeeland. De kerk, gelegen aan Kerkstraat 15, is momenteel in gebruik bij de Hervormde Gemeente "Immanuël".

## Geschiedenis
In 1312 werd door Ewout Pietersz van Gabriee een gasthuis gesticht te Tholen, dat aanvankelijk in zijn woonhuis gevestigd was. Dit gasthuis viel ten offer aan de stadsbrand van 1452. Hierna werd het gasthuis herbouwd, en ontstond ook de bijbehorende, aan Sint-Laurentius gewijde, kapel. In 1542 werd een houten tongewelf aangebracht.
In 1577 deed de reformatie haar intrede. Het gasthuis werd toen gebruikt voor de opslag van buskruit. Vanaf 1584 werd het gasthuis weer als zodanig gebruikt. De kapel diende nu echter als ziekenzaal. In 1631 werd een nieuw gasthuis aan de rand van de stad in gebruik genomen. Het oude gasthuis en de kapel werden verkocht. Tijdens het Beleg van Bergen op Zoom in 1747 werd de kapel weer als ziekenzaal gebruikt, voor gewonde officieren van het Staatse leger. In 1832 werd er een drietal woningen in de kapel gebouwd. Het gasthuis verdween geleidelijk, maar in de aangrenzende woningen zijn er nog restanten van aanwezig.
De kapel werd in de jaren '60 van de 20e eeuw aangekocht door de toenmalige gemeente Tholen. Van 1973-1975 werd deze kapel gerestaureerd, en vanaf 1975 werd ze verhuurd aan de Hervormde Gemeente "Immanuël".

## Gebouw
Het betreft een gotische bakstenen kapel die in de lengterichting van de straat is gebouwd. De kapel heeft een zadeldak met daarop een dakruiter. Het interieur wordt overwelfd door een houten tongewelf. Het orgel is van 1975 en werd gebouwd door de firma Van Vulpen.

## Hervormde Gemeente "Immanuël"
De Hervormde Gemeente "Immanuël" werd in 1952 opgericht als "Hervormde Gemeente Christelijk Leven". De gemeente is aangesloten bij de PKN en heeft een vrijzinnig en oecumenisch karakter.